# Джеффрі ДеМанн
Джеффрі ДеМанн (англ. Jeffrey DeMunn, нар. 25 квітня 1947, Баффало, штат Нью-Йорк, США) — американський актор театру, кіно та телебачення. Відомий виконанням багатьох ролей, зокрема Андрія Чикатило у фільмі «Громадянин Ікс» і Дейла Горвата в телесеріалі «Ходячі мерці».

## Біографія
Джеффрі народився в 1947 році в місті Баффало, штат Нью-Йорк в родині Віолет і Джеймса ДеМанн. У сімдесятих роках виїхав до Англії, де практикувався на сцені знаменитого театру Олд Вік. Повернувшись у США приєднався до Королівської Шекспірівської компанії і взяв участь у численних виставах. У кіно відомий завдяки ролям у фільмах режисера Френка Дарабонта, а також тим, що знявся в екранізаціях творів Стівена Кінга більше ніж будь-хто інший з акторів. З 2010 до 2012 року був задіяний в основному акторському складі телесеріалу «Ходячі мерці» — ще одному проекті Френка Дарабонта.

## Фільмографія

### Кіно
| Рік  | Українська назва                 | Оригінальна назва             | Роль                      |
| ---- | -------------------------------- | ----------------------------- | ------------------------- |
| 1980 | Перший смертний гріх             | The First Deadly Sin          | сержант Фернандез Коррелл |
| 1981 | Регтайм                          | Ragtime                       | Гудіні                    |
| 1982 | Френсіс                          | Frances                       | Кліффорд Одетс            |
| 1985 | Попереджувальний знак            | Warning Sign                  | доктор Ден Фейрчайлд      |
| 1986 | Попутник                         | The Hitcher                   | капітан Естерідж          |
| 1988 | Крапля                           | The Blob                      | шериф Герберт Геллер      |
| 1988 | Зраджений                        | Betrayed                      | Боббі Флінн               |
| 1992 | Очі янгола                       | Eyes of an Angel              | Джордж                    |
| 1992 | Продавці новин                   | Newsies                       | Майєр Джейкобс            |
| 1994 | Втеча з Шоушенка                 | The Shawshank Redemption      | прокурор                  |
| 1996 | Феномен                          | Phenomenon                    | професор Джон Рінголд     |
| 1997 | Турбулентність                   | Turbulence                    | Брукс                     |
| 1997 | Ракетник                         | RocketMan                     | Пол Вік                   |
| 1998 | Цілком таємно: Битва за майбутнє | The X-Files: Fight the Future | Бен Броншвейг             |
| 1999 | Зелена миля                      | The Green Mile                | Гаррі Тервіллігер         |
| 2001 | Маджестік                        | The Majestic                  | Ерні Коул                 |
| 2006 | Смерть супермена                 | Hollywoodland                 | Арт Вайсман               |
| 2007 | Імла                             | The Mist                      | Ден Міллер                |
| 2008 | Прочитати і спалити              | Burn After Reading            | косметичний хірург        |
| 2010 | Сховище                          | Shelter                       | доктор Гардінг            |
| 2011 | Ще один щасливий день            | Another Happy Day             | Лі БінБін                 |
| 2014 | Дорослі початківці               | Adult Beginners               | Білл                      |
| 2017 | Маршал                           | Marshall                      | доктор Сейєр              |

### Телебачення
| Рік       | Українська назва                     | Оригінальна назва                 | Роль                      | Примітки                         |
| --------- | ------------------------------------ | --------------------------------- | ------------------------- | -------------------------------- |
| 1980      | Королівський краб                    | King Crab                         | Сем Кампана               | телефільм                        |
| 1981      | Слово честі                          | Word of Honor                     | окружний прокурор Берк    | телефільм                        |
| 1982      | Сон літньої ночі                     | A Midsummer Night's Dream         | Боттом                    | телефільм                        |
| 1985      | Гілл-стріт блюз                      | Hill Street Blues                 | Джеррі Гофф               | епізод «G.O.»                    |
| 1985      | Зона сутінків                        | The Twilight Zone                 | Боб Спліндер              | епізод «Kentucky Rye»            |
| 1986      | Детективне агентство «Місячне сяйво» | Moonlighting                      | Роджер Клементс           | епізод «Funeral for a Door Nail» |
| 1990      | На світанку                          | By Dawn's Early Light             | Гарпун                    | телефільм                        |
| 1990      | Закон Лос-Анджелеса                  | L.A. Law                          | Пітер Рейнольдс           | епізод «Bang… Zoom… Zap»         |
| 1993–2008 | Закон і порядок                      | Law & Order                       | професор Норман Ротенберг | 8 епізодів                       |
| 1995      | Громадянин Ікс                       | Citizen X                         | Андрій Чикатило           | телефільм                        |
| 1998      | Зовнішні межі                        | The Outer Limits                  | доктор Пітер Пайк         | епізод «Fear Itself»             |
| 1999      | Шторм сторіччя                       | Storm of the Century              | Роббі Білс                | 3 епізоди                        |
| 2000–2001 | Закон і порядок: Спеціальний корпус  | Law & Order: Special Victims Unit | професор Норман Ротенберг | 2 епізоди                        |
| 2001      | Практика                             | The Practice                      | Ентоні Гордон Кін         | епізод «Honor Code»              |
| 2002      | Швидка допомога                      | ER                                | доктор                    | епізод «Next of Kin»             |
| 2004      | Західне крило                        | The West Wing                     | Кен О'Ніл                 | епізод «Ah Khe»                  |
| 2005      | Закон і порядок: Суд присяжних       | Law & Order: Trial by Jury        | професор Норман Ротенберг | епізод «Truth or Consequences»   |
| 2010–2012 | Ходячі мерці                         | The Walking Dead                  | Дейл Горват               | 16 епізодів                      |
| 2012      | Пожежники Чикаго                     | Chicago Fire                      | головний суддя Рівлан     | 2 епізоди                        |
| 2013      | Гарна дружина                        | The Good Wife                     | Пітер                     | епізод «Mon Amour»               |
| 2013      | Місто гангстерів                     | Mob City                          | Хел Моррісон              | 6 епізодів                       |
| 2015      | Чорний список                        | The Blacklist                     | T. Earl King VI           | епізод «T. Earl King VI»         |
| 2016-2023 | Мільярди                             | Billions                          | Чарльз Роадс-ст           | 44 епізоди                       |
| 2016      | Розлучення                           | Divorce                           | Макс Бродкін              | 4 епізоди                        |